# Rejon barski
Rejon barski (1923–2020) – dawna jednostka administracyjna w składzie obwodu winnickiego Ukrainy.
Powstał w 1923. Miał powierzchnię 1100 km² i liczył około 52 tysięcy mieszkańców. Siedzibą władz rejonu był Bar.
W skład rejonu wchodziły: jedna miejska rada, jedna osiedlowa rada oraz 27 silskich rad, obejmujących 85 wsi i siedem osad.

## Miejscowości rejonu
- Adamówka (Адамівка)
- Antonówka (Антонівка)
- Bałki (Балки)
- Bar (Бар)
- Bar (Бар) osada
- Barek (Барок)
- Berlińce Lasowe (Лісове)
- Biliczyn (Біличин)
- Borszcze (Борщі)
- Brygidówka (Бригидівка)
- Bucnie (Буцні)
- Chodaki (Ходаки)
- Czemerysy Barskie (Чемериси-Барські)
- Czemeryskie (Чемериське)
- Dąbrowa (Діброва)
- (Червоне)
- (Черешневе)
- Hawryszówka (Гавришівка)
- Gajowe (Гайове)
- Harmaki (Гармаки)
- Glinianka (Глинянка)
- Hołobówka[2] (Голубівка)
- (Горяни)
- (Грабівці)
- (Губачівка)
- Hule (Гулі)
- Hulowska Słobódka (Слобода-Гулівська)
- Iwanowce[3] (Іванівці)
- Jałtuszków (Ялтушків)
- Jołtuszków Podleśny (Підлісний Ялтушків)
- (Йосипівці)
- Kanonickie (Каноницьке)
- Karyszków (Каришків)
- (Квітка)
- Kijanówka (Киянівка)
- Kopaj (Копай)
- Kopajhorod (Копайгород)
- Kotowa (Котова)
- Kozarówka (Козарівка)
- (Колосівка)
- Komarowce (Комарівці)
- Kosaryńce (Кошаринці)
- Kuźmińce (Кузьминці)
- Łuka Barska (Лука-Барська)
- (Лядова)
- (Лугове)
- Malczowce (Мальчівці)
- Mańkowce (Маньківці)
- Martynówka (Мартинівка)
- Marianówka (Мар'янівка)
- Matwijków (Матейків)
- (Мельники)
- (Мигалівці)
- (Мирне)
- Mytki (Митки)
- Miżlissia (Hołodki[4], Міжлісся)
- (Мурашка)
- Okładna (Окладне)
- Pawłówka (Павлівка)
- (Переліски)
- Pilipy Czemeryskie (Пилипи)
- Placyna (Пляцина)
- (Польове)
- Popowce[5] (Попівці)
- (Примощаниця)
- Regentówka (Регентівка)
- Seferówka (Сеферівка)
- Semenki (Семенки)
- Słoboda (rejon barski) (Слобода)
- Słoboda Chodacka (Слобода-Ходацька)
- Słobódka Jołtuszowska (Слобода-Ялтушківська)
- (Стасюки)
- Stepanki (Степанки)
- Supówka (Супівка)
- (Шевченка)
- (Шевченкове)
- Szersznie (Шершні)
- Szypinka (Шипинки)
- (Широке)
- Szpyrki (Шпирки)
- Tereszki[6] (Терешки)
- (Трудолюбівка)
- (Українське)
- (Улянівка)
- Wasiutyńce (Васютинці)
- (Верешки)
- Wierzchówka (Верхівка)
- Wojnaszówka (Войнашівка)
- Wołodyjowce (Володіївці)
- Zamożne (Заможне)
- (Затоки)
- (Зелене)
- (Зоряне)
- (Журавлівка)